# Nurul Syafiqah Hashim
Nurul Syafiqah Hashim, född 1 januari 1994, är en malaysisk bågskytt. Hon deltog vid olympiska sommarspelen 2012.